# Alfred Steinberg-Frank
Alfred Steinberg-Frank (* 6. Mai 1888 in Wien; † 19. November 1953 ebenda) war Bankbeamter und Textdichter von Wiener Liedern.

## Leben und Wirken
Alfred Steinberg-Frank arbeitete zunächst als Prokurist einer Großbank. Nach deren Zusammenbruch arbeitete er als freier Schriftsteller, Operettenlibrettist und Textdichter. Bis zu 600 Wienerlieder werden ihm zugeschrieben. Lieder, wie Das war in Petersdorf schrieb er zusammen mit Heinrich Strecker.

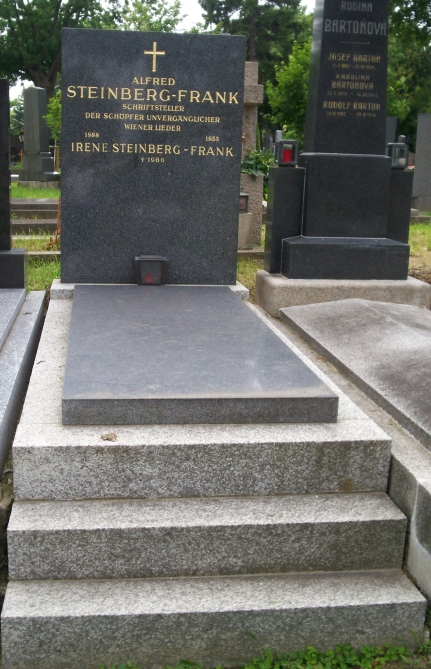

Er war auch Präsident der Gesellschaft zur Förderung der Wiener Volkskunst.
Begraben ist Steinberg-Frank in einem Ehrengrab der Stadt Wien auf dem Wiener Zentralfriedhof (30D-2-9).

## Liedertexte (Auszug)

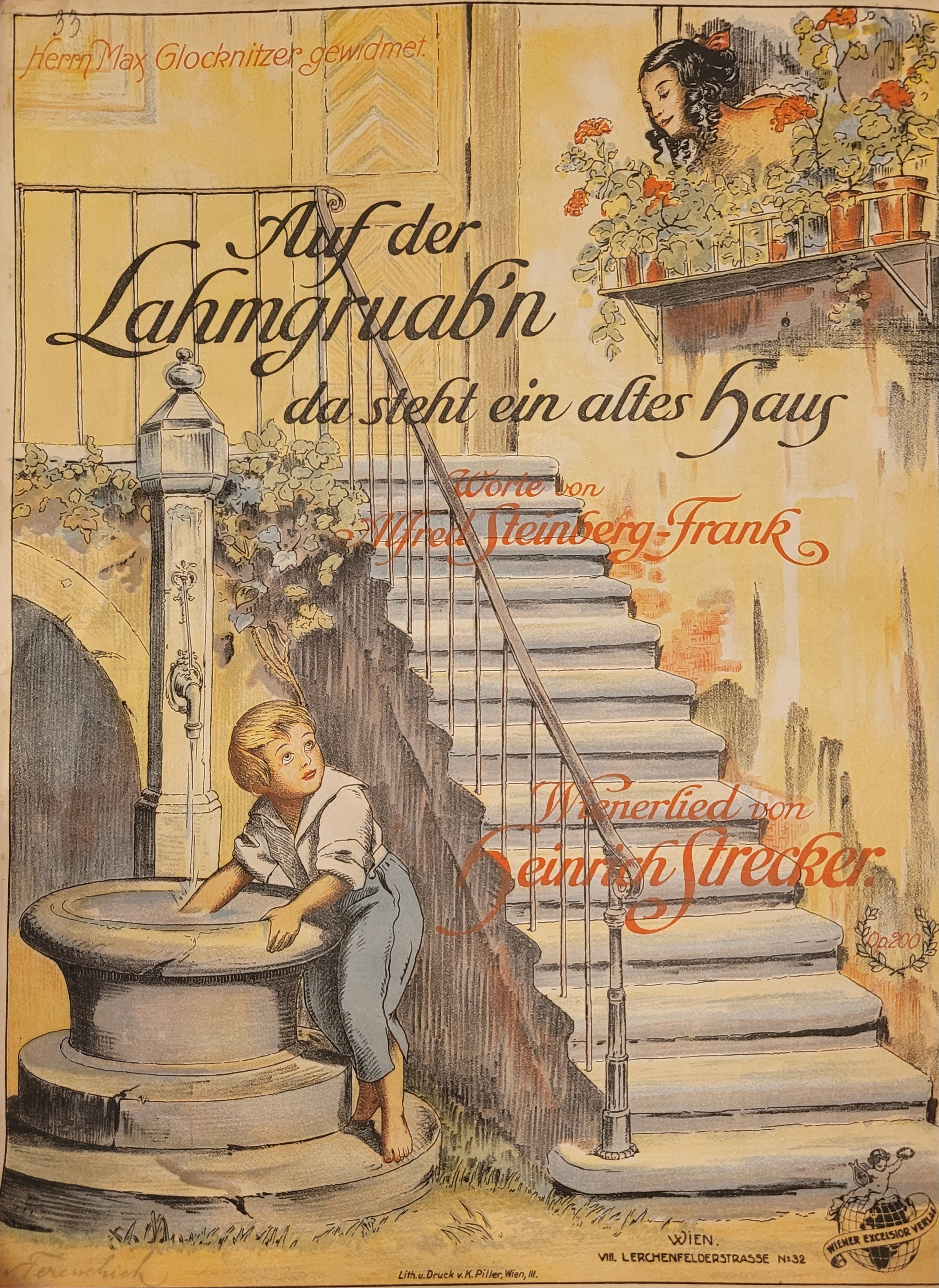
Wienerlied Auf der Lahmgruab’n mit Melodie von Heinrich Strecker von 1923

- Da fangt der alte Stephansturm zu plaudern an
- In der Brigittenau
- Auf der Lahmgruab’n da steht ein altes Haus
- Wein, Weib, Wien
- Das war in Petersdorf

## Operetten
- Das Kaiserliebchen, 1930 (mit E. Decsey)
- Wenn es Frühling wird (Madame Revue) (mit Hans Borutzky), UA 28. Juni 1932, Stadttheater Franzensbad
- Der Flug zum Glück (mit Hans Borutzky), UA 26. Februar 1933, Stadttheater Salzburg
- Bojarenliebe (mit Hans Borutzky), UA 21. Dezember 1935, Stadttheater Gablonz
- Märchen aus Wien, 1937

## Auszeichnungen
- Von der Marktgemeinde Perchtoldsdorf (Peterdsdorf) erhielt er eine Ehrenurkunde
- Beim Verein zur Erhaltung und Förderung des Hernalser Heimatmuseums war er Ehrenmitglied[1]

## Würdigung
- In Perchtoldsdorf wurde 1963 nach ihm die Steinberg-Frank-Gasse benannt.[2]
- In der Albertgasse wurde 1960 vom Hernalser Heimatmuseum eine Gedenktafel angebracht.